# Гонка на пределе
Гонка на пределе (англ. Heart of Champions) — американский драматический фильм 2021 года, снятый режиссёром Майклом Мейлером по сценарию Воина Гджаджи. В главных ролях снялись Майкл Шеннон, Александр Людвиг, Чарльз Мелтон, Дэвид Джеймс Эллиотт и Эш Сантос.
Фильм также известен под названием «Сердце чемпионов». В Австралии и Великобритании он вышел с названием «Точка давления», а в Германии под названием и «Качели».
На экранах фильм был впервые показан 29 октября 2021 года компанией Vertical Entertainment.

## Сюжет
В 1999 году университетскую команду по гребле возглавил ветеран войны во Вьетнаме. Благодаря его методам тренировок и настойчивости, гребцы постепенно стали одной командой.

## Состав
- Майкл Шеннон в роли Джека Мерфи
- Александр Людвиг в роли Алекса Синглтона
- Чарльз Мелтон в роли Криса Дэвенпорта
- Дэвид Джеймс Эллиотт в роли мистера Синглтона
- Эш Сантос[англ.] в роли Ниши
- Алекс Макниколл в роли Джона Кимболла
- Майкл Таккони в роли Теда Тейлора
- Эндрю Крир в роли М. Дж. Картера
- Дэвид Кейд в роли Джеффа Лэнса
- Антон Хедаят в роли Тома Диверлински
- Джон Леммон в роли Джейка Пимчеха
- Спенсер Сквайр в роли Бена Андерса
- Девин Вудсон в роли Йейтса Санчеса
- Томас Касп в роли Логана
- Лилли Круг в роли Сары
- Кэролайн Коул в роли Лили
- Лэнс Николс[англ.] в роли Джека Харриса

## Производство
В мае 2019 года было объявлено, что Майкл Шеннон присоединился к актёрскому составу фильма, режиссёром которого стал Говард Дойч. Фильм снят сценарию Воджина Гджаджи; а Шеннон также выступал в качестве продюсера фильма. В октябре 2019 года к актёрскому составу фильма присоединились Александр Людвиг и Чарльз Мелтон, а Майкл Мейлер заменил Дойча в качестве режиссёра. В ноябре 2019 года к актёрскому составу фильма присоединился Дэвид Джеймс Эллиотт.
Съёмочный период проходил в Луизиане со 2 ноября 2019 года  по 3 декабря 2019 года. Все основные съёмки проходили в Университете штата Луизиана.
Фильм был впервые показан в кинотеатрах 29 октября 2021 года в рамках соглашения с компанией Vertical Entertainment. На сервисах VOD «Гонка на пределе» стала доступна 19 ноября 2021 года.

## Критика
По данным агрегатора Rotten Tomatoes, 
29 % из 4.70 обзоров были положительными, со средней оценкой 17 из 10.